# Ptilorrhoa leucosticta
Ptilorrhoa leucosticta là một loài chim trong họ Cinclosomatidae.